# 者莫河
者莫河，位于中国云南省东南部文山壮族苗族自治州广南县境内，是清水江右岸支流。
者莫河发源于广南县者兔乡西北郎老村（浪老村），西南流至者妈村转向西，至者莫村西入清水江马碧河段。全长38.2公里，流域面积208平方公里。